# Пелиады (мифология)

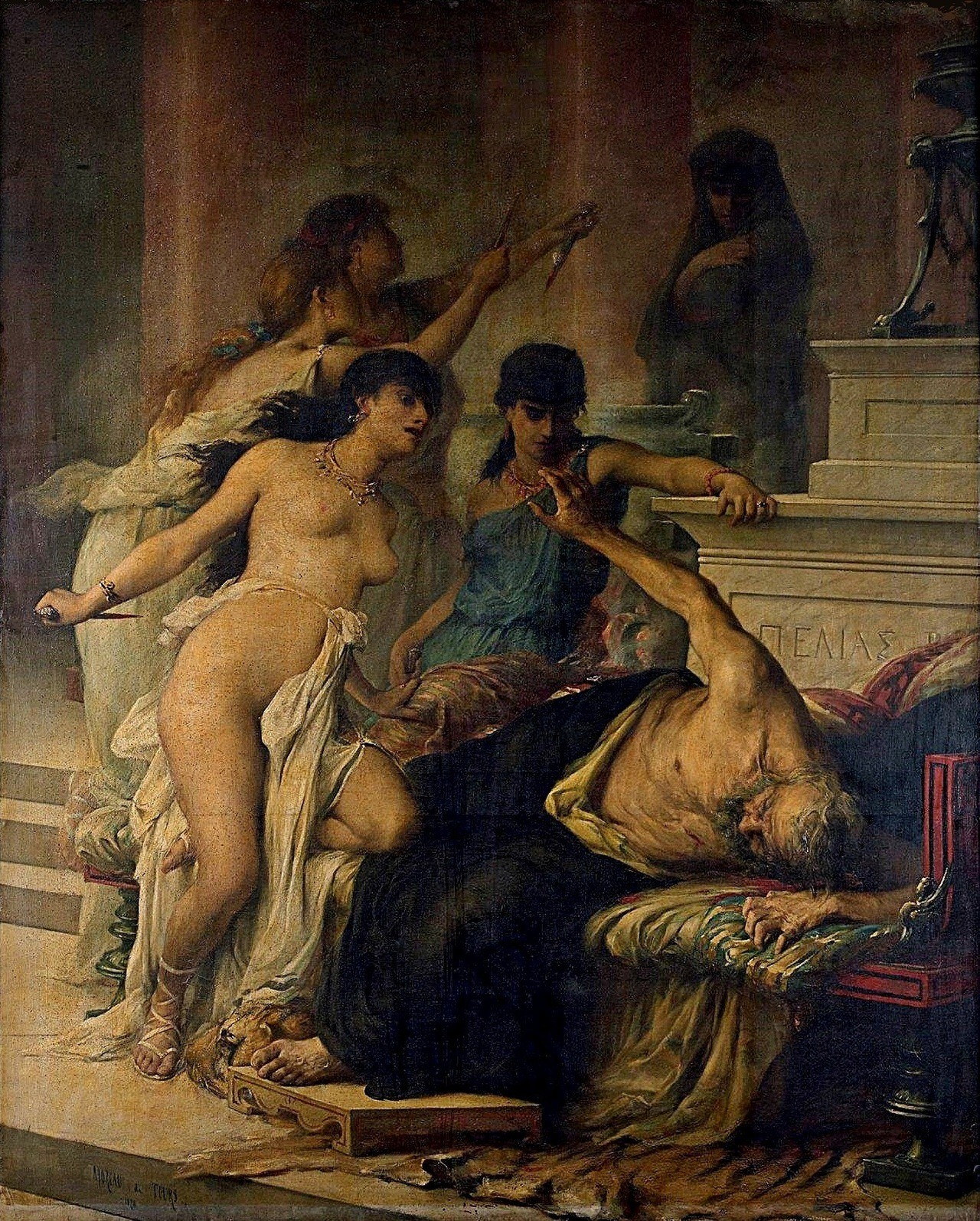
Убийство Пелия его дочерьми. (Жорж Моро де Тур, 1878)

Пелиады (др.-греч. Πελιάδες) — персонажи греческой мифологии из фессалийского цикла, дочери царя Иолка Пелия, убившие своего отца из-за козней Медеи. Наиболее известная из них — Алкестида, жена Адмета. Пелиады стали героинями нескольких античных пьес, текст которых полностью утрачен, они фигурируют в ряде поэм.

## В мифологии
Античные авторы причисляют Пелиад к династии Эолидов. Их отец Пелий, как считали древние, был сыном морского бога Посейдона и Тиро — дочери царя Элиды Салмонея, правнучки Эллина, которая вышла за своего дядю Крефея, царя города Иолк в Фессалии. После смерти Крефея Пелий либо унаследовал его власть, либо захватил силой. Он был женат, по разным данным, на Анаксибии, дочери Бианта, или на Филомахе, дочери Амфиона и Ниобы. В этом браке родились единственный сын Акаст и несколько дочерей.
Источники называют разное количество и разные имена Пелиад. Согласно Псевдо-Аполлодору, это были Пейсидика, Пелопия, Гиппофоя и Алкеста (Алкестида), согласно Псевдо-Гигину, они же и Медуса, согласно Диодору Сицилийскому, Алкеста, Амфинома и Евадна. Наконец, Павсаний, описывая картину Микона, называет имена Астеропея и Антиноя. Алкестида (у Псевдо-Гигина старшая) была, согласно Гомеру, самой красивой из сестёр.
Пелиады наиболее известны в связи с мифом об аргонавтах. Поход за золотым руном возглавлял их двоюродный брат Ясон (Пелий отправил его в Колхиду, чтобы погубить). Когда он вернулся в Иолк, его спутница Медея решила отомстить Пелию и выбрала своим орудием царевен. Она рассказала Пелиадам, будто может сделать их отца молодым, но для этого нужно разрубить его на куски и сварить в котле. Увидев, как Медея проделала всё это с бараном и превратила его в ягнёнка, Пелиады разрубили на куски отца и сварили его, но он не ожил.
Согласно Диодору, после цареубийства царевны хотели покончить с собой, но их отговорил Ясон. По одним данным, они «бежали с родины», по другим, Ясон нашёл им мужей среди фессалийских аристократов. Амфиному Диодор называет женой Андремона, брата Леонтея, а Эвадну — женой Кана, сына Кефала, царя фокейцев.
Алкестида ещё при жизни отца стала женой своего двоюродного брата Адмета, сына царя Фер: только он смог в соответствии с требованием Пелия запрячь в колесницу льва и вепря и проехать круг по ипподрому. Дионисий Скитобрахион называет Алкестиду единственной из Пелиад, кто не поверил Медее. Существует самостоятельный сюжет о том, как Алкеста сошла в царство мёртвых вместо мужа и как её спас Геракл.

## В античной культуре
Слово «Пелиады» впервые было использовано Еврипидом как название его первой трагедии, поставленной на сцене в 456 или 455 году до н. э. В этой пьесе дочери Пелия пытаются разлучить Ясона с Медеей, и последняя из мести убеждает их омолодить отца. Текст «Пелиад» полностью утрачен, но сохранились пересказы содержания в составе других литературных текстов античности. Существовали ещё трагедия Афарея и комедия Дифила с тем же названием, но о них ничего не известно. Трагедию «Пелиады», впоследствии полностью утраченную, написал и римлянин Семпроний Гракх, любовник Юлии Старшей.
Убийство Пелия дочерьми упоминается или описывается во многих античных поэмах — в том числе в сохранившихся «Аргонавтиках» Аполлония Родосского и Валерия Флакка. Этот мифологический сюжет стал источником материала для множества изображений — как сохранившихся, так и известных только по литературным описаниям.